# Chicken Run: Dawn of the Nugget
Chicken Run: Dawn of the Nugget (titulada: Pollitos en fuga: El origen de los nuggets en Hispanoamérica y Chicken Run: Amanecer de los nuggets en España) es una película de comedia animada en stop motion dirigida por Sam Fell, con un guion escrito por Karey Kirkpatrick, John O'Farrell y Rachel Tunnard, basado en una historia original de Kirkpatrick y O'Farrell. La película es una secuela de Chicken Run (2000) y ha sido producida por Aardman Animations y Netflix Animation. Entre las voces protagonistas se encuentran Thandiwe Newton, Zachary Levi, Bella Ramsey, Imelda Staunton, Lynn Ferguson, David Bradley, Jane Horrocks, Romesh Ranganathan, Daniel Mays, Josie Sedgwick-Davies, Peter Serafinowicz, Nick Mohammed y Miranda Richardson.
Chicken Run: Dawn of the Nugget  fue lanzada por Netflix y Aardman Animations el 15 de diciembre de 2023.

## Argumento
Después de haber escapado con éxito de la granja de Tweedy. En 1955, Ginger y Rocky ahora son esposos y esperando a su hija que nace del cascarón deciden protegerla del mundo exterior.
Cuando Molly crece, Ginger descubre que los humanos están destruyendo los árboles, y Ginger decide esconderse para evitar que los encuentren pero Molly ve de lejos y descubre un auto con una imagen de una gallina feliz, ella quiere ir pero su madre no lo permite, entonces Molly se enoja.
Molly se escapa de la isla unas horas después, y Ginger, Rocky y todas las gallinas inician la búsqueda para descubrir que se escapó de la isla. Molly conoce a Freezle, una gallina que está decidida ir a ver a un lugar llamado "la gallina feliz", Molly la acompaña y son capturadas en un auto de la "Gallina feliz" mientras Ginger es acompañada por Rocky, Babs, Bunty, Mac, Fowler y Nick y Fether, las dos ratas que les han ayudado, Descubren una granja de gallinas altamente fortificada y con medidas de seguridad. Mientras Rocky, ayudado por Fowler, sube impulsivamente para salvarla pero es capturado.
Molly y Freezle descubren un lugar maravilloso con muchas gallinas divertiendose. Ginger y las demás gallinas arman un elaborado plan para entrar la fortaleza, mientras las dos ratas, con Fowler al frente, tapan las cámaras de seguridad desde una máquina voladora en forma de nube. Ginger y los demás entran en la fortaleza, y aunque Nick y Fether acaban cayendo en una trampa, casualmente se encuentran a Rocky y lo salvan. Molly descubre algo raro y cuando una cámara mira una gallina (Freezle) que no tiene collar, el Dr. Fry le pone uno y pasa a un aletargamiento e idiotez, pero Molly le promete volver para sacarla de ahí, y descubrir que está pasando.
Ginger logra entrar y descubre a Molly con dos hombres: el Dr. Fry y Reginald Smith, que es dueño de una cadena de restaurantes. Madre e hija descubren que están planeando convertir a las gallinas en Nuggets, y las mantienen con los collares ya que, una gallina que es "procesada" en el estado en que se encuentran inducidas da como resultado nuggets de mejor sabor. Ginger repentinamente reconoce una voz, y para su horror y sorpresa, es la de Melisha Tweedy, quien ha planeado todo, y el Dr. Fry es su nuevo esposo, y a modo de presentación, procesa una gallina en el granjero y la convierte en Nuggets, Molly quiere rescatar a Freezle pero su madre la detiene, en un descuido de Ginger, Tweedy la descubre y, recordando su cuenta pendiente con ella, la captura y le pone un collar, Rocky la distrae mientras Molly saca a Ginger de ahí aunque ya trastornada; las demás gallinas, que también habían escapado de los secuaces de Tweedy se topan con Molly y su madre, pero Ginger se sube en un silo de Maíz, Mac logra quitarle el collar, pero quedan todas atrapadas en el silo, incluyendo Rocky y las ratas.
Mientras Tweedy quiere preparar Nuggets para Reginald, quien ya acordó con ella su primer pedido, Ginger, quien pudo salir del trance ya sin el collar, y los demás escapan con fuegos artificiales que hacen que el maíz explote en palomitas, llegando al techo donde está Fowler preparando el escape, pero ahora es Ginger quien está decidida a sacar a Freezle y todas las gallinas.
Al descubrir Tweedy el nuevo intento de fuga, activa el control remoto y haciendo que todas las gallinas sean procesadas, Ginger y Rocky luchan contra ella por el control mientras los demás intentan contener a todas las gallinas que caminan sin pensar hacia la procesadora, Tweedy entonces, toma de rehén a Molly hacha en mano, entendiendo que es hija de Ginger, de todas formas Ginger desactiva el control justo a tiempo, porque ve a Rocky listo detrás de Tweedy, le quita el hacha enredándola con una cuerda, y salva a Molly y a Ginger de caer en el procesador, mientras nuevamente es Tweedy la que cae en él, después que la empuñadura del hacha, que había quedado balanceándose, la golpease directamente en la cara.
Todos escapan del camión que envió Smith, pero Tweedy, cubierta en empanizado, los tiene a su alcance para matarlos, Fowler usa la cuerda que había colocado anteriormente para escapar para alcanzarla y empujarla al foso, para acabar activando sus propias trampas y haciendo que la fortaleza se destruyera por completo.
Mientras las gallinas fueron liberadas de los collares y formaron parte de la isla, Molly y Freezle volaban de la máquina de nube y descubren otra granja de gallinas y todas las gallinas fueron a rescatar otras gallinas.

## Doblaje
| Personajes          | Actores originales Estados Unidos/Reino Unido | Actores de doblaje España | Actores de doblaje Latinoamérica |
| ------------------- | --------------------------------------------- | ------------------------- | -------------------------------- |
| Babs                | Jane Horrocks                                 | Belén Roca                | Ángela Villanueva                |
| Bunty               | Imelda Staunton                               | Fina Rius                 | Magda Giner                      |
| Dr. Fry/Dr. Freidor | Nick Mohammed                                 | Roger Pera                | Roberto Carrillo                 |
| Fetcher             | Daniel Mays                                   | José Javier Serrano       | Beto Castillo                    |
| Fowler              | David Bradley                                 | Xavier Llorens            | Francisco Colmenero              |
| Frizzle             | Josie Sedgwick-Davies                         | Laura Jara                | Montserrat Aguilar               |
| Ginger              | Thandiwe Newton                               | Ana Pallejá               | Carola Vázquez                   |
| Mac                 | Lynn Ferguson                                 | Nuria Llop                | Fernanda Tapia                   |
| Melisha Tweedy      | Miranda Richardson                            | Teresa Manresa            | Yolanda Vidal                    |
| Molly               | Bella Ramsey                                  | Rita Martínez Ané         | Alicia Vélez                     |
| Nick                | Romesh Ranganathan                            | Eduard Doncos             | Jesse Conde                      |
| Reginald Smith      | Peter Serafinowicz                            | Amadeu Aguado             | Idzi Dutkiewicz                  |
| Rocky Rhodes        | Zachary Levi                                  | Raúl Llorens              | Humberto Solórzano               |

## Producción
En abril de 2018 se anunció la producción de una secuela de Chicken Run en colaboración con Aardman Animations, StudioCanal y Pathé, luego de que DreamWorks Animation finalizara su asociación con Aardman en 2006 tras el estreno de Flushed Away. Sam Fell dirigió la película y Paul Kewley se encargó de la producción, mientras que los escritores originales de Chicken Run, y John O'Farrell, regresaron para escribir el guion de la secuela. Los cofundadores de Aardman, Peter Lord y David Sproxton, fueron los productores ejecutivos.
El 16 de octubre de 2019 comenzó oficialmente la producción de la película, y Aardman anunció que Mel Gibson no retomaría su papel como Rocky. En junio de 2020, Sam Fell reveló detalles adicionales sobre la trama de la secuela, la cual sigue a las gallinas después de haberse establecido en su nuevo hogar seguro. Molly, el pollito de Ginger y Rocky, comienza a crecer y a explorar más allá del área segura, justo cuando una nueva amenaza para las gallinas se aproxima. En julio de 2020, Julia Sawalha, la actriz de voz que interpretó a Ginger en la primera película, anunció que Aardman tenía la intención de reemplazarla en su papel. Sawalha declaró que su voz ya no era adecuada para el personaje y comentó que se sentía "desplumada, rellenada y asada". La decisión de reemplazarla fue objeto de críticas por algunos, quienes la consideraron discriminatoria por motivos de edad.
El rodaje comenzó a principios de 2021. En enero de 2022, Zachary Levi, Thandiwe Newton, David Bradley, Romesh Ranganathan y Daniel Mays reemplazaron a Gibson, Sawalha, Benjamin Whitrow (fallecido), Timothy Spall y Phil Daniels como las voces de Rocky, Ginger, Fowler, Nick y Fetcher, mientras que Jane Horrocks, Imelda Staunton y Lynn Ferguson retomaron sus roles como Babs, Bunty y Mac de la primera película. En ese momento, se reveló que el título de la película sería "Chicken Run: Dawn of the Nugget". Bella Ramsey, Nick Mohammed y Josie Sedgwick-Davies prestaron sus voces a tres nuevos personajes, Molly, el Dr. Fry y Frizzle, respectivamente.

### Música
En junio de 2023, se informó que Harry Gregson-Williams, uno de los compositores de la primera película, sería seleccionado para componer la banda sonora de "Chicken Run: Dawn of the Nugget ". En el pasado, Gregson-Williams ha colaborado en la producciones como "Shrek" y "Las Crónicas de Narnia".

## Estreno
El 14 de junio de 2023, Chicken Run: Dawn of the Nugget tuvo un adelanto en el Festival Internacional de Cine de Animación de Annecy. Netflix adquirió los derechos de distribución mundial de la película, excepto en China. Finalmente la película se estrenó 15 de diciembre de 2023.